# Publio Quintilio Varo (pretore)
Publio Quintilio Varo (in latino Publius Quintilius Varus; fl. III secolo a.C.) è stato pretore della Repubblica romana.

## Biografia
Fu nominato pretore nel 203 a.C. e gli fu affidato il controllo della provincia di Ariminum, con l'ordine da parte del Senato di contrastare Magone Barca che si era spinto fino alla Gallia Cisalpina. Unitamente al proconsole Marco Cornelio Cetego sconfisse l'armata di Magone Barca nel territorio dei Galli Insubri .